# City Road Cemetery

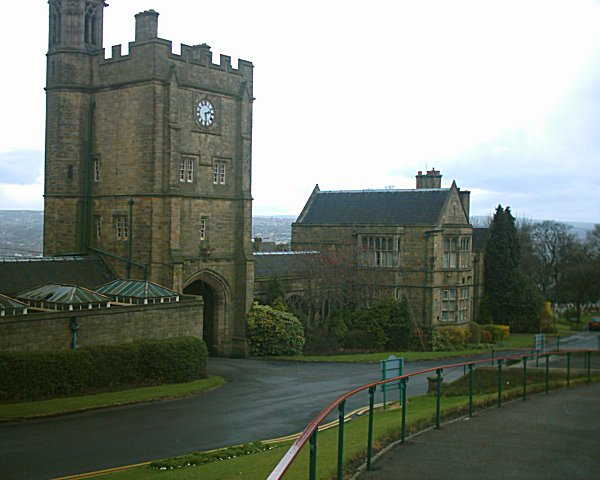
De beschermde hoofdingang aan City Road, gezien van binnenaf

City Road Cemetery, voorheen bekend als Intake Road Cemetery, is de grootste begraafplaats van de stad Sheffield, gelegen in het zuidoostelijke district Manor aan de gelijknamige City Road. Ze werd in mei 1881 geopend en bevat meerdere beschermde gebouwen. De oppervlakte bedraagt 0,4 km². City Road Cemetery fungeert als hoofdkantoor voor alle begraafplaatsen in Sheffield en bezit een crematorium.

## Overzicht
Het kerkhof wordt omgeven door de woonwijk Manor, waarbij City Road een belangrijke verkeersader tussen het lagergelegen stadscentrum en de heuvel Manor Top vormt. De begraafplaats ligt halverwege de klimming. Rechts van de hoofdingang bevindt zich het beschermde crematorium met een kapel; een tweede ingang, met eveneens beschermde toegangspoort, is aan de kalmere Harwich Road gelegen.
De eerste begravene op het kerkhof, op 27 mei 1881, was een jongetje genaamd Emmanuel Reid. Er wordt gecremeerd sind 24 april 1905; de allereerste crematie, van Elizabeth Hawley, trok veel belangstelling, aangezien dit toentertijd hoogst ongebruikelijk was. In de eerste vijf maanden na de bouw van het crematorium lieten zich slechts zes mensen verassen. Pas na de Eerste Wereldoorlog begon dit aantal gestadig toe te nemen, en omstreeks 2005 hadden er reeds meer dan 190.000 crematies plaatsgevonden.
Op City Road Cemetery bevinden zich vele graven van gesneuvelden uit de Eerste en Tweede Wereldoorlog. Nabij de hoofdingang staat een muur in de vorm van een halve cirkel, waarop alle namen staan van alhier begraven militairen uit het gehele Britse Gemenebest die in de Eerste Wereldoorlog zijn omgekomen en wier lijken niet geïdentificeerd konden worden. In totaal zijn er 220 herdenkingen aan doden uit de Eerste Wereldoorlog. Voor omgekomen militairen uit de Tweede Wereldoorlog zijn er 147, alsmede een muur met de namen van diegenen die op de gesloten kerkhoven Sheffield General Cemetery en op Wardsend Cemetery liggen en wier graven niet langer door de Commonwealth War Graves Commission onderhouden worden. In de Tweede Wereldoorlog lieten ook vele Sheffieldse burgers het leven, waaronder 134 in het bombardement door de Luftwaffe op 12 en 15 december 1940. Zij liggen in een gemeenschappelijk graf dat eveneens een beschermd monument is.

### Belgisch monument
Achteraan op de begraafplaats, gezien vanuit het perspectief van City Road, staan een katholieke kapel en een monument voor Belgen, die tevens beide op de erfgoedlijst staan. De kapel werd door de katholieke Hertog van Norfolk gebouwd, en het stadsbestuur verleende het bisdom speciale toestemming, een stukje grond vóór de kapel te gebruiken om de katholieke priesters te begraven. Deze kapel werd in 1980 gesloten omdat er geen financiering en maar weinig belangstelling meer voor bestond; door toedoen van haar sterk bouwvallige staat is er een afsluiting omheen geplaatst.
Onmiddellijk naast de katholieke kapel staat een stenen kruisbeeld in een perkje. Op de vier zijden van het voetstuk staan namen van Belgische mannen en vrouwen gebeiteld die tijdens de Eerste Wereldoorlog België ontvluchtten en in Sheffield terechtkwamen, alwaar ze uiteindelijk zijn gestorven. De Commonwealth War Graves Commission heeft dit monument in 2004 gerestaureerd.